# Jodoigne-Souveraine
Jodoigne-Souveraine (en néerlandais Opgeldenaken, en wallon Djodogne Sovrinne) est une section de la commune belge de Jodoigne, située en Région wallonne dans la province du Brabant wallon.
C'était une commune à part entière avant la fusion des communes de 1977.

## Toponymie

### Formes anciennes
- 1139 : Geledennaken
- 1172 : Jeldonia superiore

### Étymologie
Village en amont (latin superana « en hauteur ») de Jodoigne sur la Grande Gette. « Souveraine » est une déformation populaire de superana.

## Démographie
- Sources:INS, Rem:1831 jusqu'en 1970=recensements, 1976= nombre d'habitants au 31 décembre

## Histoire
La commune fut rebaptisée Jodoigne-Libre sous le régime français.

## Patrimoine et culture

### Patrimoine architectural
- L'église Saint-Pierre, un édifice classique construit en 1769-1771 avec un tour de 1681.
- Le château de Jodoigne-Souveraine est repris sur la liste du patrimoine immobilier exceptionnel de la Wallonie.
- La chapelle Notre-Dame-des-Sept-Douleurs de Jodoigne-Souveraine, construite en 1688.
- Moulin Conard : un ancien moulin à eau classé, construit vers 1848.
- L'ancienne cure :  un presbytère entouré de murs de 1733.
- Café Jacquet : depuis presque aussi longtemps, un café est installé dans le bâtiment du XVIIIe siècle. Une salle des fêtes est aménagée dans la partie où se trouvait une forge à partir de 1828.

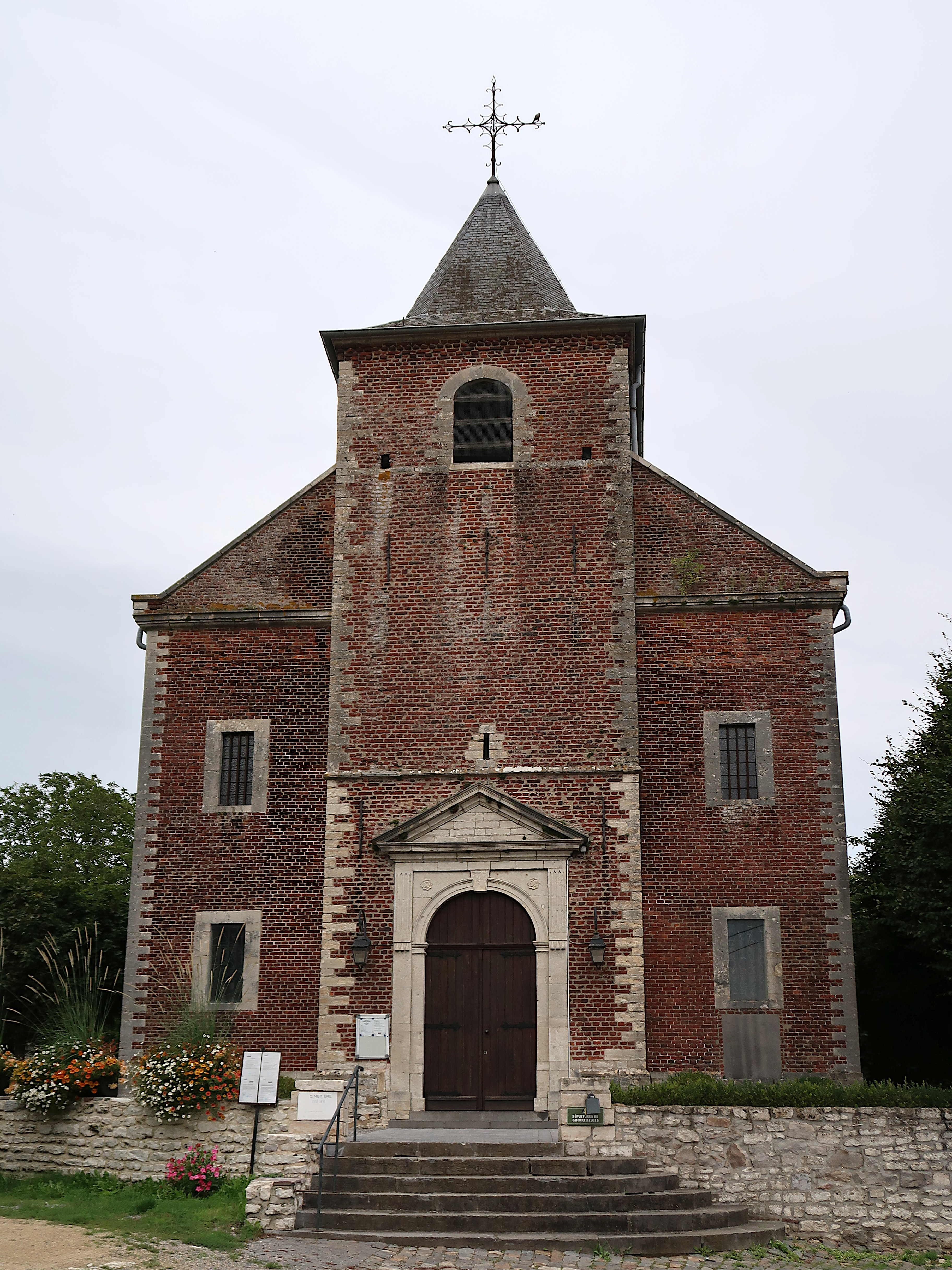
L'église Saint-Pierre.
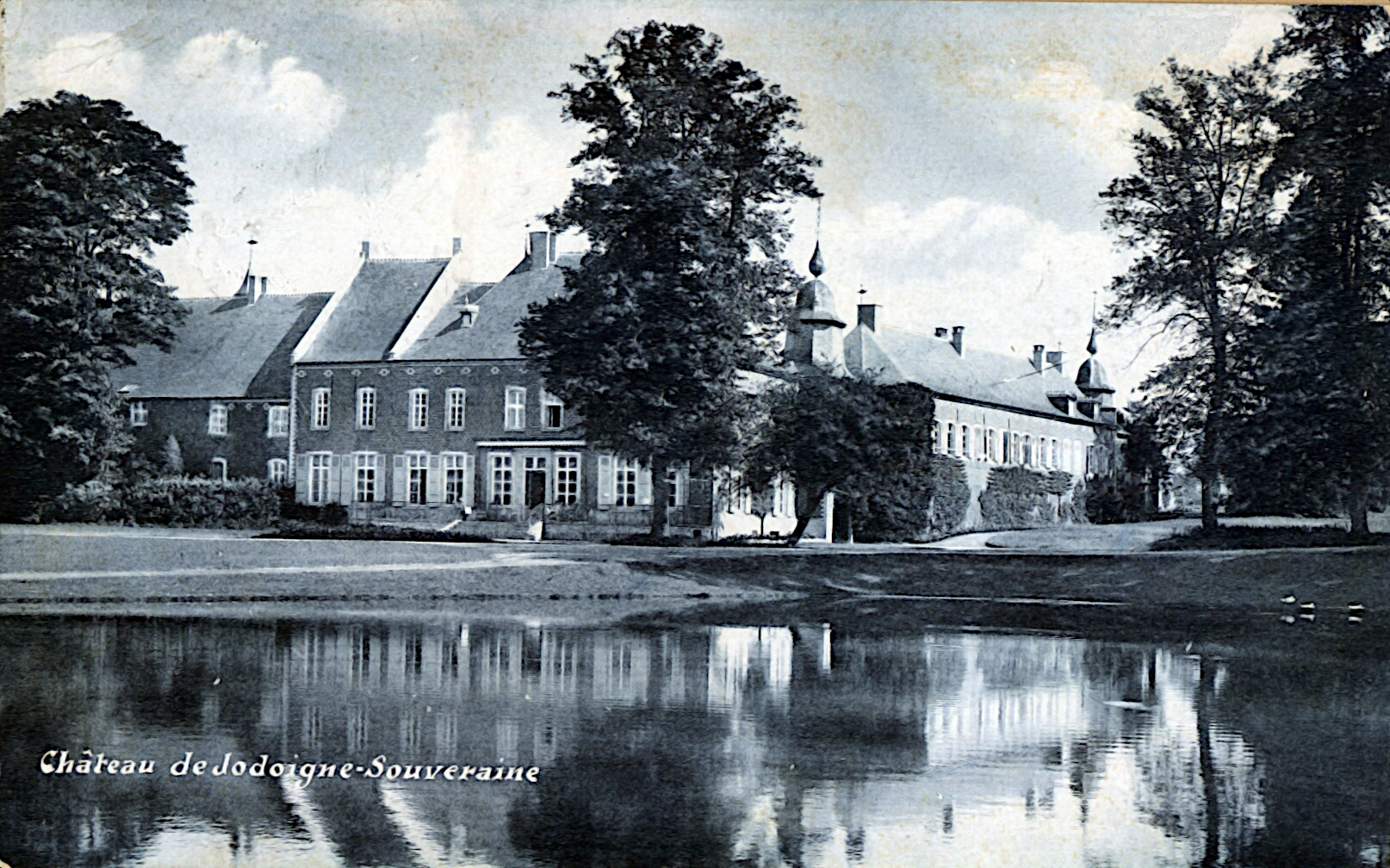
Château de Jodoigne-Souveraine.
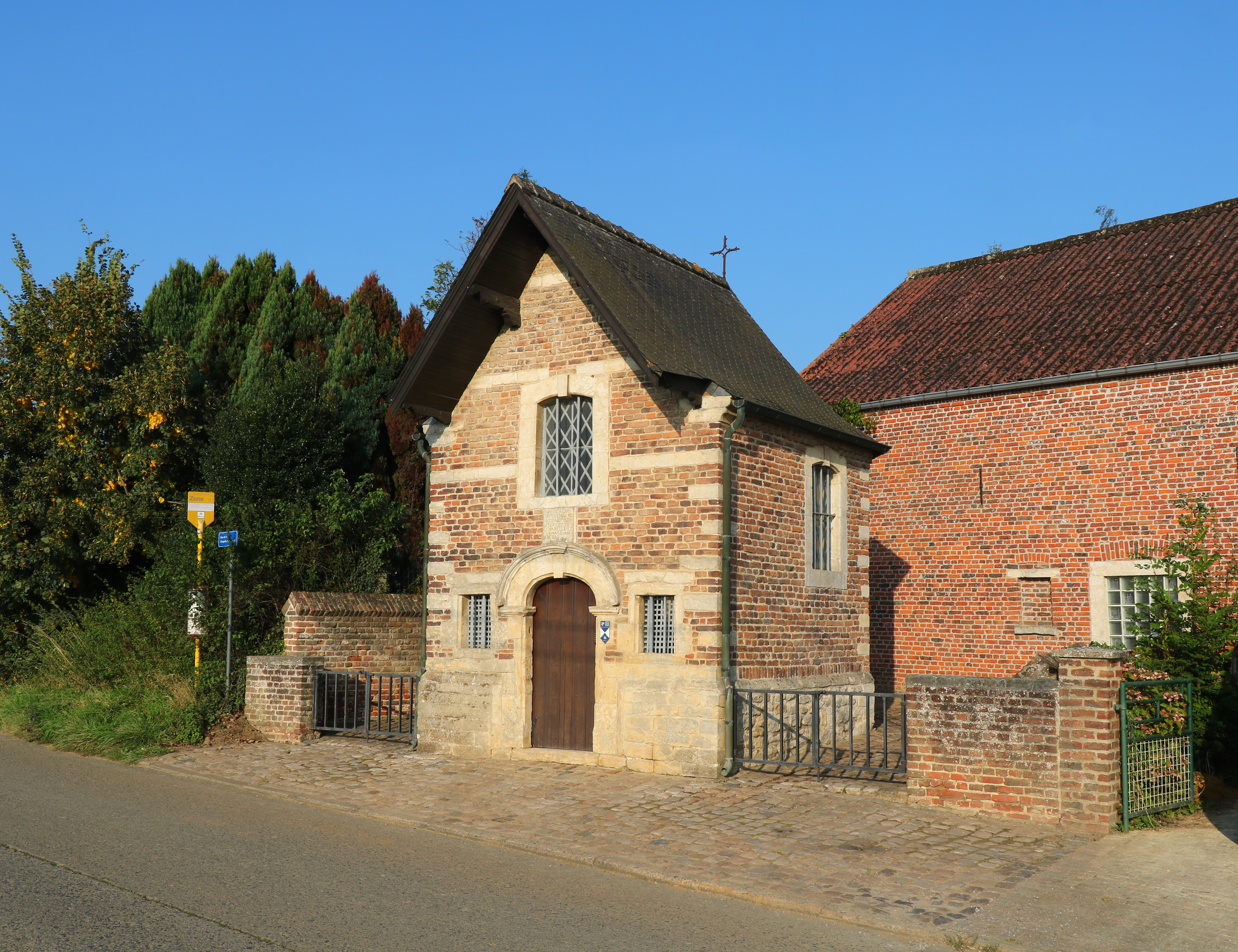
Chapelle Notre-Dame-des-Sept-Douleurs de Jodoigne-Souveraine.
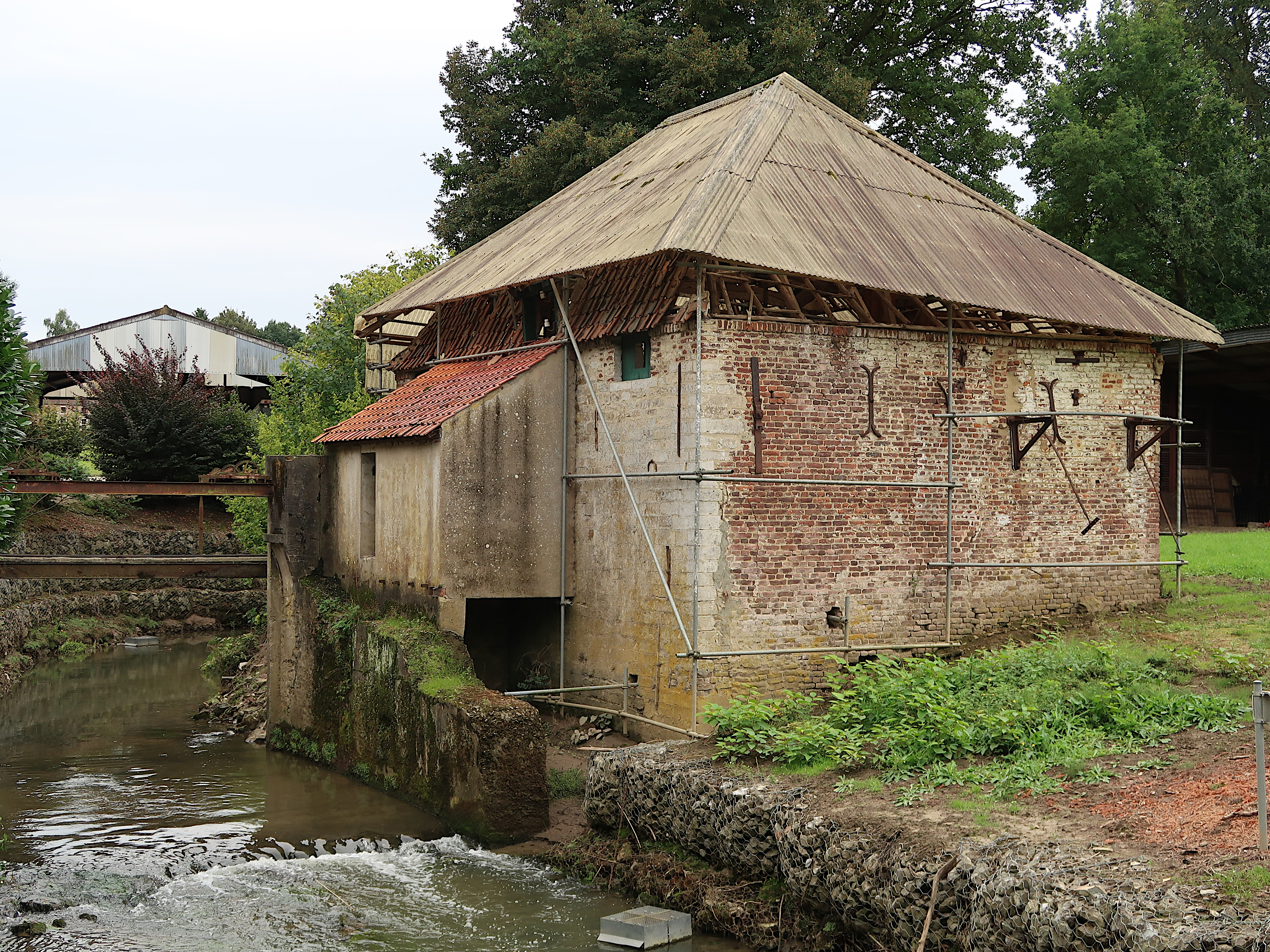
Moulin Conard (avec une protection plastique provisoire depuis 1993).
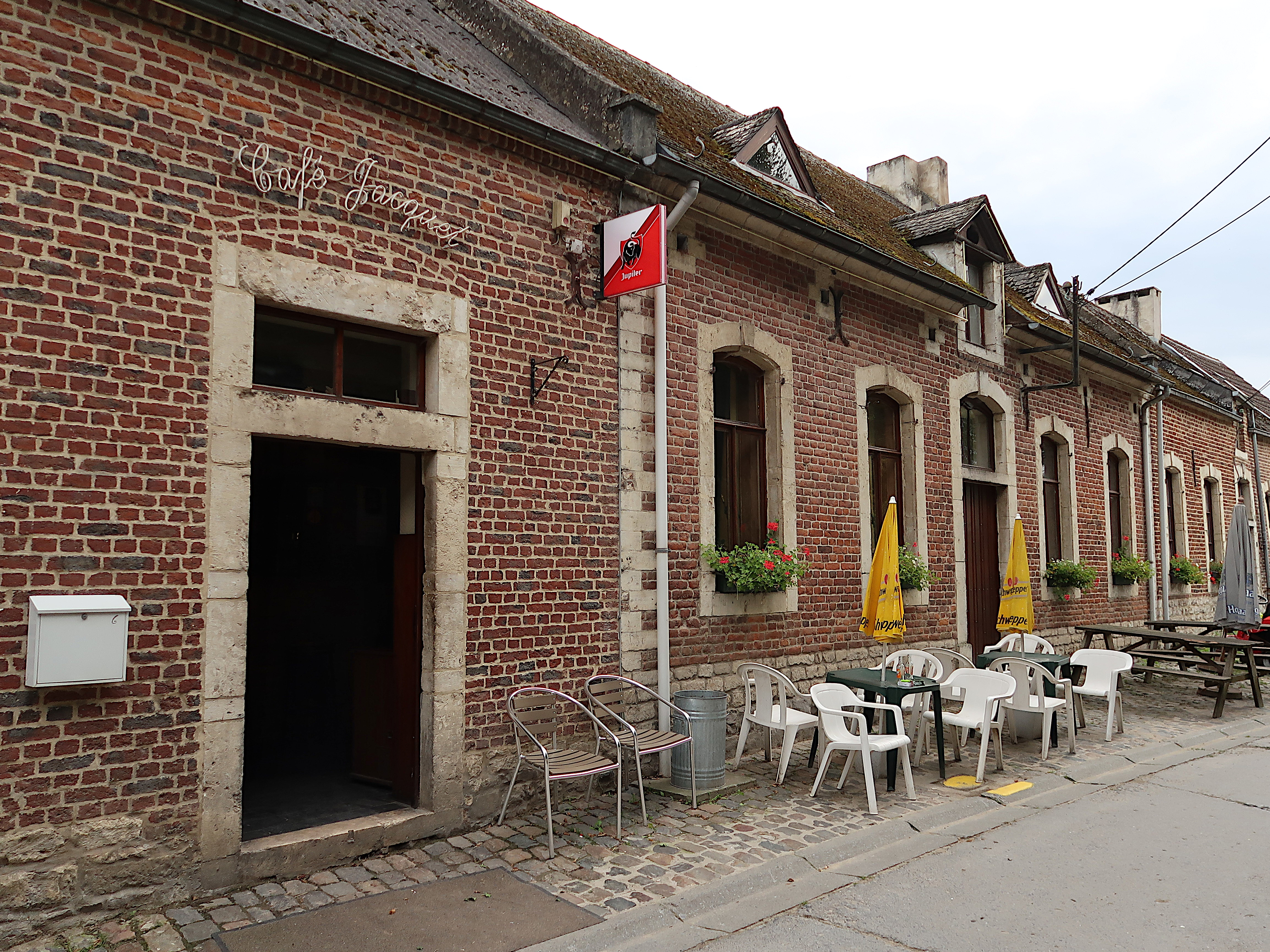
Café Jacquet.
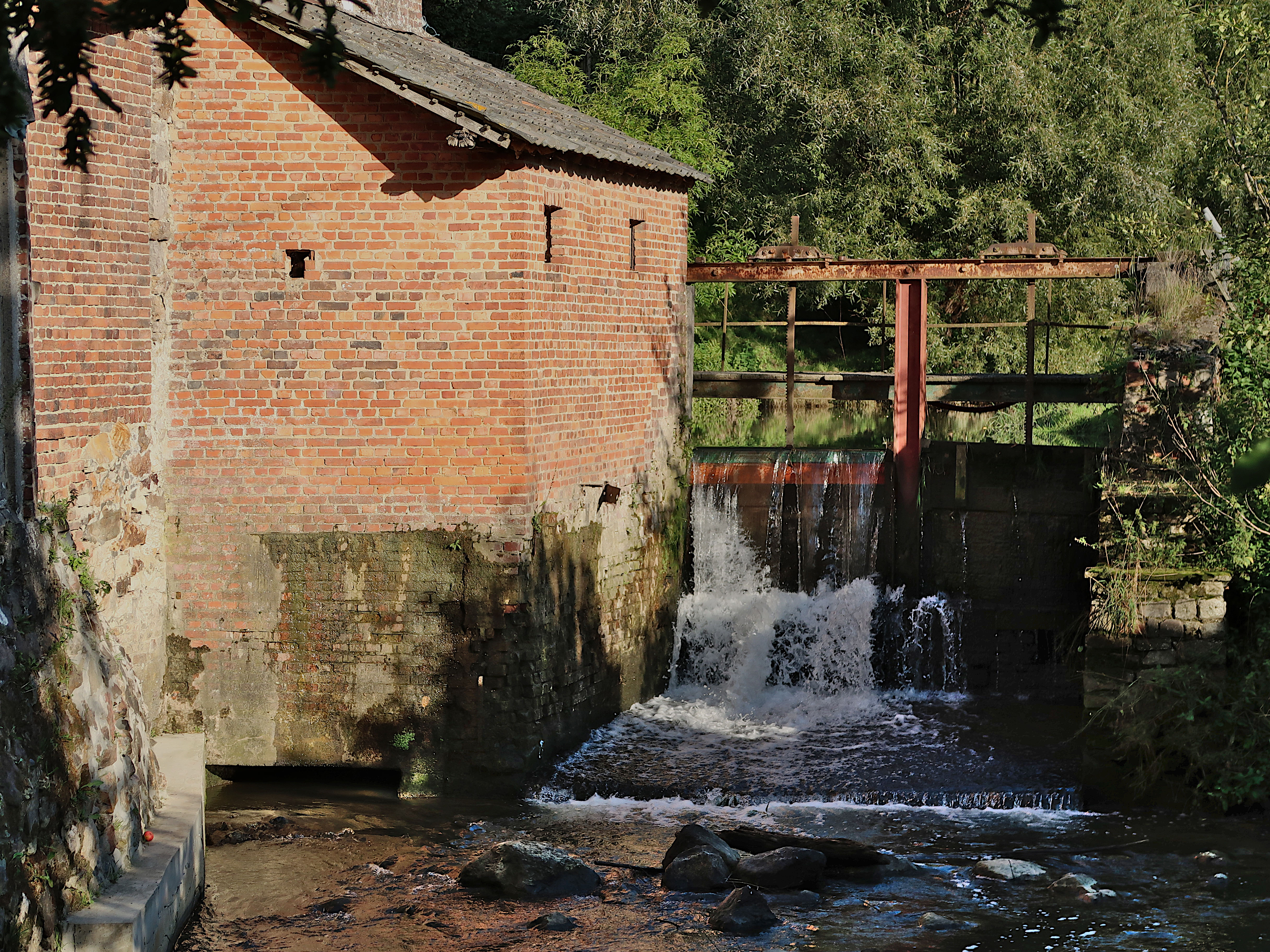
Moulin de la Batterie.

## Personnalités liées à l'ancienne commune
- Philibert Emmanuel Joseph van Goidtsnoven (1718 Jodoigne), maïeur de Jodoigne-Souveraine en 1757[1].